# Acnistus cauliflorus
Acnistus cauliflorus är en potatisväxtart som först beskrevs av N. J. Jacquin, och fick sitt nu gällande namn av H. W. Schott. Acnistus cauliflorus ingår i släktet Acnistus och familjen potatisväxter. Inga underarter finns listade i Catalogue of Life.